# Axis Communications

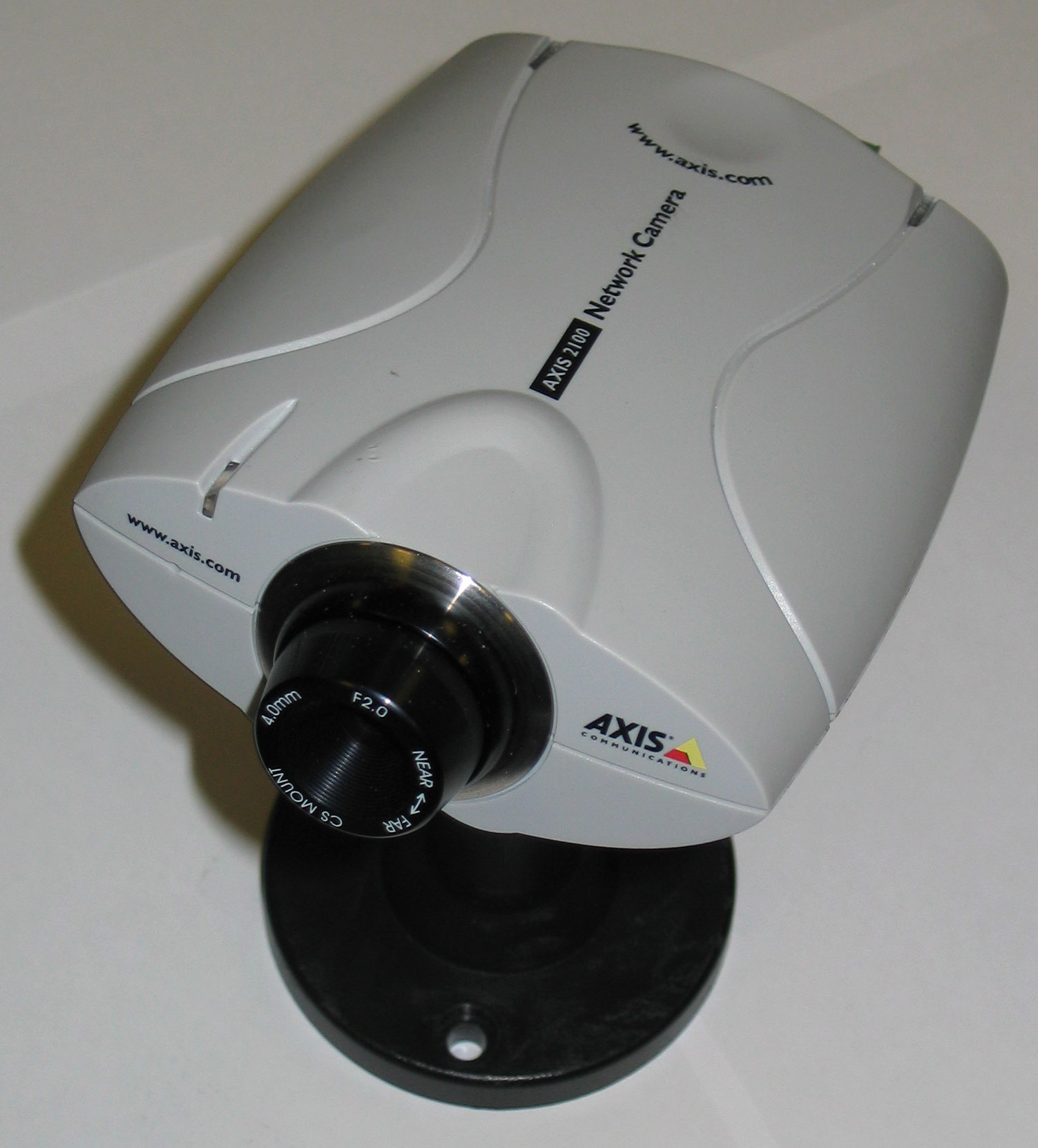
Стара мережева камера AXIS 2100

Axis Communications AB — шведська компанія, яка займається виробництвом і продажем мережевих камер і систем спостереження.

## Історія
У 1984 році Мартін Грен, Міхаель Карлссон і Кіт Бладворт заснували в Лунді компінію Axis Communications. Компанія розробляла та продавала конвертери протоколів та інтерфейси принтерів для підключення принтерів ПК до мейнфреймів та міні-комп'ютерів IBM. Наприкінці 1980-х років Axis Communications відкрила свій перший офіс продажів у США в Бостоні, штат Массачусетс, а на початку 1990-х почала зміщувати свою увагу від мейнфреймів IBM до мереж і протоколу TCP/IP.
Компанія почала розробляти камери у 1996 році, коли представила першу IP-камеру — AXIS200.
У 2008 році компанія оголосила про співпрацю з Sony і Bosch в цілях стандартизації інтерфейсу для систем відеоспостереження. Результатом їх роботи став промисловий стандарт ONVIF. Axis — світовий лідер в області систем спостереження і має офіси в 20 країнах.
Також компанія виробляла CRIS-процесори, але вони були зняті з виробництва.
1 лютого 2016 року Axis Communications придбала компанію Citilog, постачальника відеоаналітики для забезпечення безпеки дорожнього руху і транспорту. 30 квітня 2021 року Axis Communications оголосила про продаж Citilog, посилаючись на труднощі пошуку «бажаної синергії через різні моделі виходу на ринок». 30 травня Axis Communications придбала 2N Telecommunications, постачальника IP-інтерком-систем, що базується в Чехії. 3 червня 2016 року Axis Communications придбала Cognimatics, постачальника відеоаналітики для додатків для роздрібної торгівлі, таких як підрахунок людей, оцінка довжини черги та заповнюваності приміщень.
У травні 2018 року Axis відкрила новий офіс науково-дослідної роботи для розробки програмного забезпечення в Лінчепінгу, Швеція.

## Технології
P-Iris — тип IP-камери, яка разом з ПЗ, встановленим в самій камері, регулює розкриття діафрагми і її положення для кращого контрасту, глибини різкості, якості зображення та дозволу. Перша камера, яка використовує дану технологію, називалася P1346.
Формат коридору — формат спостереження для HDTV-камер, що дозволяє в повній мірі використовувати співвідношення сторін 16:9 при моніторингу вузьких місць, таких як сходи. Технологія перетворює 16:9 в 9:16, але підтримка HDTV-стандартів залишається колишня. При використанні даної технології камера встановлюється «на боці».
Lightfinder — технологія, що дозволяє мережевим камерам зберігати деталі і кольори в умовах зниженого освітлення.
Zipstream — технологія, що дозволяє знижувати пропускну здатність потоку відео та розміру відео сховища в середньому на 50% або більше, зберігаючи при цьому всі важливі деталі.
Wide Dynamic Range — технологія, що покращує зображення з великою різницею між найтемнішими та найяскравішими зонами зображення.
OptimizedIR — технологія, що дозволяє камері з інфрачервоним підсвічуванням адаптувати ширину інфрачервоного поля зору в умовах недостатньої освітленості.